# 意大利联合交战陆军
義大利聯合交戰陸軍（義大利語：Esercito Cobelligerante Italiano），或稱「南方軍」（Esercito del Sud），是從第二次世界大戰期間的1943年10月起與同盟國並肩作戰的原義大利皇家陸軍各部隊的名稱。同一時期，加入同盟國方面作戰的義大利皇家海軍和義大利皇家空軍分別稱為「義大利聯合交戰海軍」和義大利聯合交戰空軍。而從1943年9月起繼續跟隨貝尼托·墨索里尼留在軸心國陣營，並加入義大利社會共和國的義大利軍隊則稱為國家共和軍（Esercito Nazionale Repubblicano，ENR）。
聯合交戰陸軍是1943年9月8日盟軍與義大利停戰後的結果；1943年7月，盟軍入侵義大利南部後，義大利國王維克多·伊曼紐爾三世解除了墨索里尼的首相職務，並提名皇家陸軍元帥佩特羅·巴多格里奧接替，停戰後，在王室及巴多格里奧首相領導下，義大利加入同盟國，而聽從其號令的皇家陸軍則改組為聯合交戰陸軍，與盟軍共同對抗納粹德國，以及停戰後選擇繼續追隨德國、盤據義大利北部的義大利社會共和國國家共和軍。
義大利聯合交戰陸軍在義大利戰役中出動了266,000至326,000名士兵，其中20,000人（後來增加到50,000人，亦有說法高達99,000人）是戰鬥部隊，150,000至190,000人是輔助部隊和支援部隊，以及參與交通控制和基礎設施防禦的66,000名人員。整體而言，義大利聯合交戰軍團佔盟軍在義大利前線戰鬥力的1/8，及盟軍第15集團軍總兵力的1/4。

## 第1機動群
聯合交戰軍團第一支參戰的部隊，是1943年11月27日在布林迪西附近的聖彼得羅-韋爾諾蒂科創建的第1機動群（I Motorized Grouping，義大利語：I Raggruppamento Motorizzato）。第1機動群的部隊來自原皇家陸軍第58「萊尼亞諾」步兵師和第18「墨西拿」步兵師。一些加入該部隊的官兵才剛成功逃脫了德軍的逮捕和拘留。 第1機動群由295名軍官和5,387名士兵組成，其成立目的是與盟軍一起參加義大利戰役，對抗德國和義大利社會共和國。該部隊由文森佐.達皮諾准將（原第58「萊尼亞諾」師師長）指揮，同年 12月，達皮諾率領第1機動群，在美國第2軍麾下參加了聖佩特羅因芬戰役的首次交戰。義軍的作戰表現極大地消除了盟軍對在自己身邊作戰的義大利士兵的不信任。該部隊傷亡慘重（80人陣亡、190人受傷和160人失踪，佔整個機動群總兵力幾乎1成），但表現令人滿意。
在美國第5軍團（美國第2軍上級單位）麾下改編後，第1機動群的指揮權交給了翁貝托.烏提利少將，該部隊並從美國第2軍改隸於英國第8軍團戰線最左翼的波蘭第2軍麾下。1944年初，第1機動群重組並擴編、改名為義大利解放軍。

## 義大利解放軍
參考條目：義大利解放軍
1944年4月18日，第1機動群的兵力擴大到16,000人，並更名為義大利解放軍（Italian Liberation Corps，義大利語：Corpo Italiano di Liberazione，CIL），並分為2個旅。 義大利解放軍得到了擁有6,000人兵力的勁旅－從薩丁尼亞轉調的第184「雨雲」空降師的擴充。並由翁貝托.烏提利少將出任義大利解放軍的首任指揮官。1944年初，義大利解放軍派出一支5,000人的義大利軍隊在卡西諾山周圍的古斯塔夫防線上作戰，並取得了不錯的成績。但義軍再次蒙受慘重傷亡。

## 1944年底至1945年間的義大利聯合交戰軍
參考條目：哥德防線及哥德防線戰鬥序列、葡萄彈行動及葡萄彈行動戰鬥序列
1944年7月，在經過菲洛特拉諾的菲洛特拉諾戰役後，還都羅馬的義大利政府向盟軍提議增加在盟軍一方作戰的義大利軍隊的數量，該提議稍後被接受。1944年9月，義大利解放軍退出戰線並送往後方換裝英國裝備，包括英式Mk.II頭盔與英式戰鬥服。同年9月24日，義大利解放軍解散，其原班人馬被改編為義大利聯合交戰陸軍擴編後的第一批2個戰鬥群：「萊尼亞諾」和「閃電」。緊接著又組建了4個戰鬥群：「克雷莫納」、「弗留利」、「曼托瓦」和「皮切諾」。這些戰鬥群的規模與弱級師或加強團相同，每個群的兵力為432名軍官、8,578名士官兵、116門野戰砲、170門迫擊砲、502挺輕機槍和1,277輛機動車輛。各戰鬥群是以舊皇家陸軍師級單位的名稱命名，下屬單位並在一定程度上遵循沿用老部隊的番號。 這些戰鬥群被分散附屬於哥德防線上的各個美國或英國上級部隊（軍級）。以下是截至1945年4月義大利聯合交戰陸軍的戰鬥序列。 。

### 戰鬥群作戰序列
武裝部隊參謀總長：喬瓦尼·梅塞元帥，陸軍參謀長：保羅·貝拉迪中將。
1個戰鬥群由2個步兵團、1個砲兵團和1個群本部直轄工兵營組成，每個步兵團都下轄3個步兵營，以及1個配備ML3吋迫擊砲的迫擊砲連和1個配備QF 6磅砲的反戰車連。砲兵團由4個配備QF 25磅榴彈砲的砲兵大隊（營級）、1個配備QF 17磅砲的反戰車大隊和1個配備英製波佛斯40公釐高射砲的防空大隊組成。

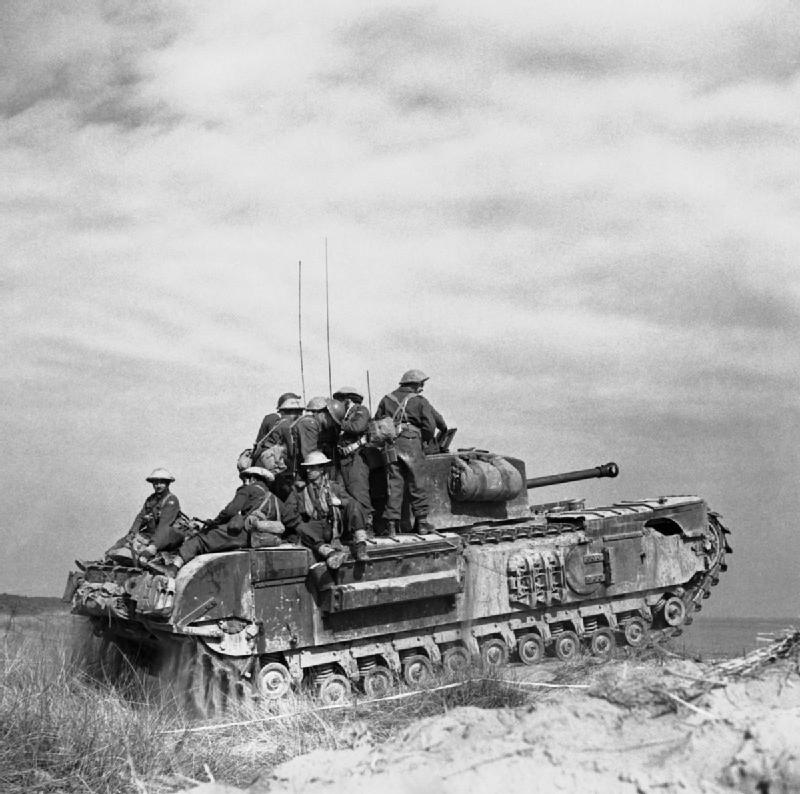
1輛隸屬北愛爾蘭騎兵C中隊的邱吉爾坦克，載著第21步兵團（義大利）第3營的義大利步兵在戰區移動。1945年3月2日，攝於博爾塞蒂堡（Castel Borsetti）以北。

- 「克雷莫納」戰鬥群（英语：Motorized Brigade "Cremona"），基幹人員來自第44「克雷莫納」步兵師（英语：44th Infantry Division "Cremona"），隸屬於英國第5軍（英语：V Corps (United Kingdom)）。指揮官：克萊門特·普里米耶里少將（英语：Clemente Primieri）
  - 第21「克雷莫納」步兵團（英语：21st Infantry Regiment "Cremona"）
  - 第22「克雷莫納」步兵團（英语：22nd Infantry Regiment "Cremona"）
  - 第7「克雷莫納」砲兵團（英语：7th Artillery Regiment "Cremona"）
  - 第144工兵營

- 「弗留利」戰鬥群（英语：Airmobile Brigade "Friuli"），基幹人員來自第20「弗留利」步兵師（英语：20th Infantry Division "Friuli"），隸屬於英國第10軍。指揮官：阿圖羅·斯卡迪尼少將（英语：Arturo Scattini）
  - 第87「弗留利」步兵團（英语：87th Infantry Regiment "Friuli"）
  - 第88「弗留利」步兵團
  - 第35「弗留利」砲兵團（英语：35th Artillery Regiment "Friuli"）
  - 第120工兵營

- 「閃電」戰鬥群（英语：Mechanized Division "Folgore"），基幹人員來自第184「雨雲」空降師（英语：184th Paratroopers Division "Nembo"），隸屬於英國第13軍。指揮官：喬治·莫里吉少將
  - 「雨雲」空降團（英语：183rd Paratroopers Regiment "Nembo"）
  - 「聖馬可」海軍團（海軍陸戰隊）（英语：San Marco Regiment）
  - 「雨雲」空降砲兵團（英语：184th Artillery Regiment "Nembo"）
  - 第184工兵營

- 「萊尼亞諾」戰鬥群（英语：Mechanized Brigade "Legnano"），隸屬於美國第2軍（英语：II Corps (United States)）。指揮官：翁貝托·烏提利少將（英语：Umberto Utili）
  - 第68「巴勒莫」步兵團（英语：68th Infantry Regiment "Palermo"）（由原第58「萊尼亞諾」師官兵組成）
  - 特種步兵團，下轄2個阿爾皮尼（Alpini）營（阿爾卑斯山地步兵），為來自第1「陶林尼斯」阿爾卑斯山地師（英语：1st Alpine Division "Taurinense"）第3阿爾皮尼團（英语：3rd Alpini Regiment）的殘部。另外該團還有1個貝爾薩列里/神射手（Bersaglieri）輕步兵營，由第4神射手輕步兵團（英语：4th Bersaglieri Regiment）的殘部組成
  - 第11砲兵團（英语：11th Artillery Regiment "Monferrato"），基幹人員來自第104「曼托瓦」步兵師（英语：104th Infantry Division "Mantova"）
  - 第51工兵營（英语：LI Engineer Battalion）

- 「曼托瓦」戰鬥群（英语：Mechanized Brigade "Mantova"） ，指揮官：吉多·波隆那少將
  - 第76「那不勒斯」步兵團（英语：76th Infantry Regiment "Napoli"），基幹人員來自第54「那不勒斯」步兵師（英语：54th Infantry Division "Napoli"）
  - 第114「曼托瓦」步兵團（英语：114th Infantry Regiment "Mantova"），基幹人員來自第104「曼托瓦」師
  - 第155砲兵團（英语：155th Artillery Regiment "Emilia"），基幹人員來自第 155「愛米利亞」步兵師（英语：155th Infantry Division "Emilia"）
  - 第104工兵營（英语：CIV Engineer Battalion）

- 「皮切諾」戰鬥群 ，成員來自第152「皮切諾」步兵師（英语：152nd Infantry Division "Piceno"）。指揮官：伊曼紐爾·貝勞多·迪普拉洛爾莫少將
  - 第235「皮切諾」步兵團（英语：235th Infantry Regiment "Piceno"）
  - 第336「皮斯托亞」步兵團
  - 第152砲兵團
  - 第152工兵營

### 輔助師
除了直接在前線戰鬥的戰鬥群之外，義大利聯合交戰陸軍還包括8個輔助師（Auxiliary division，義大利語：Divisioni Ausiliarie），顧名思義，輔助師負責勞務支援（運輸物資、基礎設施建造或重建）和二線任務（如機場防空警備），其成員大多來自原皇家陸軍海岸師（Divisione Costiera，二線步兵師）。輔助師由於多為前海岸師的後備役動員人員組成，編裝狀況亦不佳，故不直接投入前線戰鬥。雖然如此，在高峰期，輔助師的參戰人數仍多達150,000至190,000人。他們和內部安全師（Di Sicurezza Interna）的存在，確保了盟軍戰線後方的穩定。以下是輔助師的作戰序列：
- 第205師（英语：205th Coastal Division (Italy)），支援盟軍盟軍地中海空軍司令部（1943年12月後改組為地中海盟軍空軍（英语：Mediterranean Allied Air Forces））
  - 第51航空群（空軍防警步兵和防砲團）
  - 第52航空群（空軍防警步兵和防砲團）
  - 第53航空群（空軍防警步兵和防砲團）
  - 第54航空群（空軍防警步兵和防砲團）
  - 第55航空群（空軍防警步兵和防砲團）
- 第209師（英语：205th Coastal Division (Italy)），支援英國第8軍團
- 第210師（英语：210th Coastal Division (Italy)），支援美國第5軍團
- 第212師（英语：212th Coastal Division (Italy)），第212師是規模最大的輔助師，在鼎盛時期其兵力超過44,000人，提供從那不勒斯到比薩和里窝那的後方支援
- 第227師（英语：227th Coastal Division (Italy)），支援英國第8軍團
- 第228師，支援英國第8軍團
- 第230師（英语：230th Coastal Division (Italy)），支援英國第8軍團
  - 第541步兵團，海岸砲兵和防空砲兵團
  - 第403先鋒勞動團（工兵團）
  - 第404先鋒勞動團（工兵團）
  - 第406先鋒勞動團（工兵團）
  - 第501安全營
  - 第510安全營
  - 第514安全營
  - 第21鐵路補給列車大隊（團級）
- 第231師，支援英國第13軍（隸屬美國第5軍團，1945年1月後改隸英國第8軍團）

因為輔助師的存在，義大利聯合交戰軍的兵力佔盟軍在義大利前線戰鬥力的1/8，及盟軍第15集團軍總兵力的1/4。

### 內部安全師
聯合交戰軍並不直接仰賴駐義大利的盟軍總部，也部署了3個內部安全師（Internal security division，義大利語：Di Sicurezza Interna）來執行內部安全職責。特別是從二次大戰前就長期有治安憂慮，此刻攸關補給線安全與政治穩定的西西里島。內部安全師下轄2個步兵旅及1個師部直屬工兵營，每個旅下轄2個步兵團；帳面編制上內部安全師轄有1個砲兵團，但該團實際上不裝備火砲，而是配置在步兵旅充當步兵團。序列如下：
- 「薩包達」內部安全師（英语：30th Infantry Division "Sabauda"），駐西西里島恩納
  - 第1安全保防旅
    - 第45步兵團（英语：45th Infantry Regiment "Reggio"）
    - 第46步兵團（英语：46th Infantry Regiment "Reggio"）

  - 第2安全保防旅
    - 第145步兵團，從第227輔助師抽調而來
    - 第16野戰砲兵團（不含火砲）

  - 第130工兵營

- 「奧斯塔」內部安全師（英语：28th Infantry Division "Aosta"），駐西西里島巴勒莫
  - 第3安全保防旅
    - 第5步兵團（英语：5th Infantry Regiment "Aosta"）
    - 第6步兵團（英语：6th Infantry Regiment "Aosta"）

  - 第4安全保防旅
    - 第139步兵團，基幹人員來自第47「巴里」步兵師（英语：47th Infantry Division "Bari"）
    - 第22野戰砲兵團（不含火砲）

  - 第28工兵營

- 「卡拉布里亞」內部安全師（英语：31st Infantry Division "Calabria"），駐薩丁尼亞島卡利亞里
  - 第5安全保防旅
    - 第59步兵團（英语：59th Infantry Regiment "Calabria"）
    - 第60步兵團（英语：59th Infantry Regiment "Calabria"）

  - 第6安全保防旅
    - 第236步兵團，基幹人員來自第152「皮切諾」師
    - 第40野戰砲兵團（不含火砲）

  - 第31工兵營

## 改組為「義大利陸軍」
戰爭結束後，1946年6月18日，根據國民的全體公民投票結果，義大利王國解體，義大利共和國成立。伴隨著這個改變，義大利聯合交戰軍也隨之改組更名，成為現在的義大利陸軍（Esercito Italiano，EI）。戰爭結束時的聯合交戰陸軍各部隊也順勢改編或擴編，並透過承襲番號或稱號延續皇家陸軍時代部隊的歷史，例如「克雷莫納」摩托化步兵旅、「奧斯塔」機械化步兵旅和「弗留利」空中突擊旅等等。經過多次改組仍延續下來，成為現代義大利陸軍主要的作戰部隊。

## 傷亡狀況
義大利解放軍在義大利戰役中陣亡1,868人，受傷5,187人； 義大利輔助師陣亡744人，受傷2,202人，失蹤109人。一些消息來源估計，站在盟軍一方戰鬥並陣亡的義大利正規軍總人數為5,927人。

## 著名成員
- 卡洛·阿澤利奧·齊安比，第10任義大利總統（1999至2006年在任）
- 尤金尼奧·科爾蒂（英语：Eugenio Corti），義大利名作家，著有歷史小說《紅色駿馬》（The Red Horse，義大利語：Il cavallo rosso）
- 喬瓦尼·梅塞，軍人，最終階級為陸軍元帥，戰後曾任參議員
- 賈尼·阿涅利，義大利參議員及實業家
- 瓦萊里奧·祖里尼，義大利舞台劇及電影導演
- 克萊門特·普里米耶里（英语：Clemente Primieri），軍人，最終階級為陸軍中將
- 翁貝托·烏提利（英语：Umberto Utili），軍人，最終階級為陸軍中將，曾任戰後義大利陸軍第3軍團司令官

## 另可參看
- 義大利解放軍
- 義大利服務單位（英语：Italian Service Units）
- 二次大戰期間義大利軍事史（英语：Military history of Italy during World War II）
- 義大利戰役
- 第二次世界大戰地中海、中東及非洲戰場
- 蒙特隆戈戰役（義大利語：Battaglia di Montelungo）、伯恩哈特防線戰役之一
- 波隆那之役（1945年）（英语：Battle of Bologna）
- 葡萄彈行動
- 哥德防線
- 義大利皇家陸軍、義大利王國
- 國民共和軍（Esercito Nazionale Repubblicano，ENR）、義大利社會共和國
- 義大利聯合交戰空軍
- 義大利聯合交戰海軍（英语：Italian Co-Belligerent Navy）
- 聯合交戰
- 鯡魚行動（英语：Operation Herring），由加入聯合交戰陸軍的義大利傘兵所執行的空降作戰，也是第二次世界大戰歐洲戰場最後的空降作戰。